# Etnias de Sudán del Sur

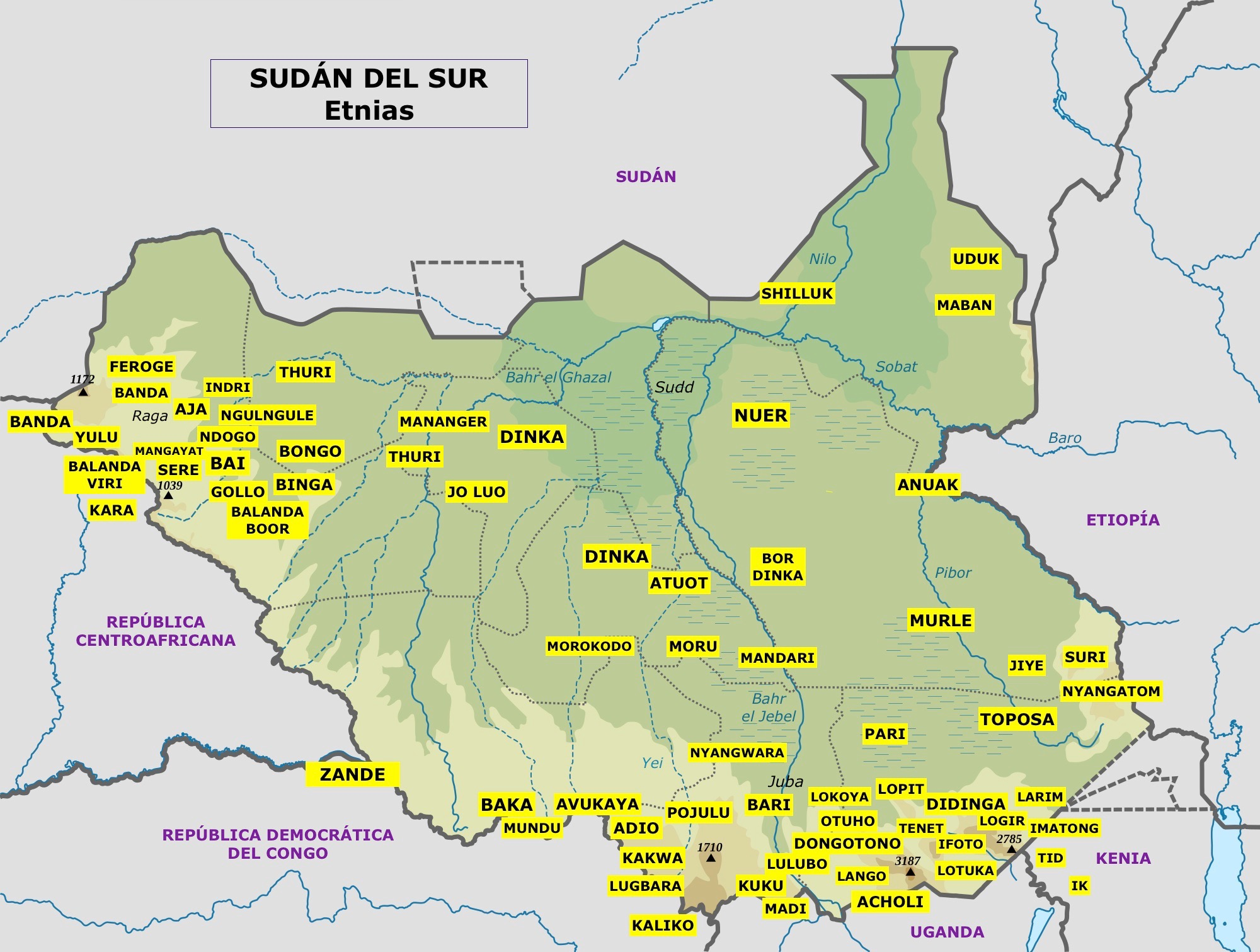
Etnias de Sudán del Sur.

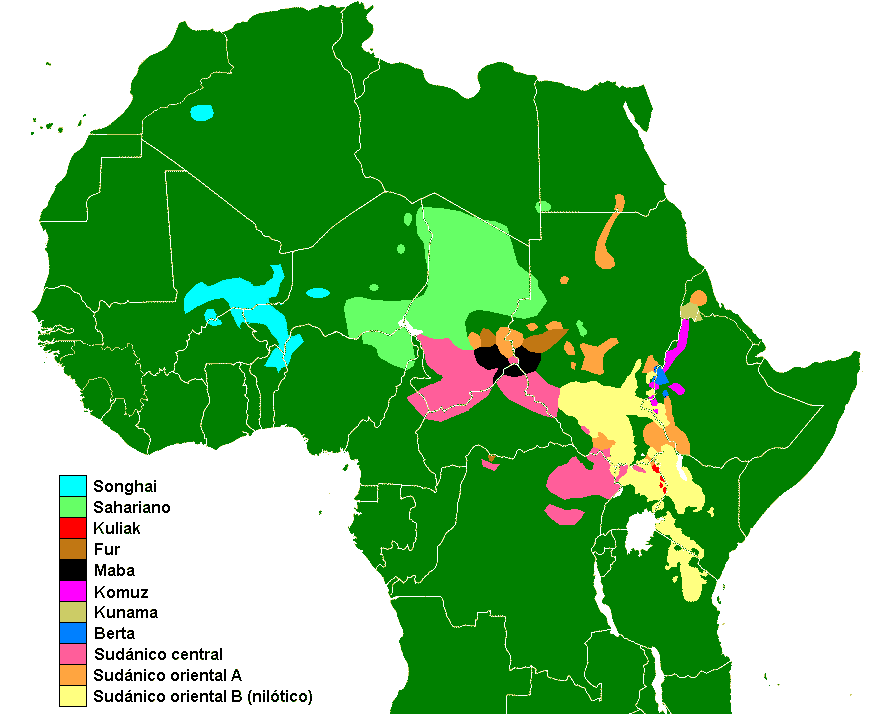
Mapa de las lenguas nilo-saharianas donde se incluyen los grupos lingüísticos de Sudán del Sur

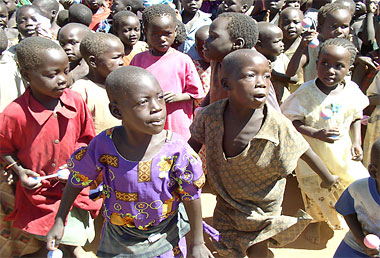
Niños acholi de Sudán del Sur desplazados por la guerra a Kitgum, en Uganda

Sudán del Sur tiene una extensión de unos 620.000 km² y una población que en 2008 era de poco más de 8 millones de habitantes, y que en 2016 se ha estimado en 12.230.730 habitantes. Se estima que en el conjunto de Sudán (incluido el norte y el sur) hay 597 grupos étnicos que hablan unas 400 lenguas y dialectos.

## Grandes grupos etnolingüísticos
En Sudán del Sur hay al menos 200 grupos tribales que pertenecen a tres grandes grupos reunidos por sus características etnolingüísticas: los nilóticos, los nilo-hamitas y los sudánicos (pertenecientes a la familia de lenguas nilo-saharianas).
- Nilóticos, (occidentales) que incluyen, entre las etnias más importantes, los dinka, los nuer y los shilluk de Bahr el Ghazal, ahora estado de Lol, y los acholi, los lango y los pari, en el estado de Imatong, antes condado de Lafon, en Ecuatoria.
- Nilo-camitas o paranilóticos (orientales) que hablan las lenguas nilóticas orientales en el caso de Sudán del Sur e incluyen los lotuko, los lopit, los lokoya y el grupo anuak-murle-didinga-toposa. En este grupo se encuentran los masái de Kenia. Los nilóticos meridionales viven en Kenia, Uganda y Tanzania.
- Sudánicos, que hablan las lenguas sudánicas centrales, cuyas etnias principales son los zande, los muru-madi, los baka, los mundo, los avokaya, los makraka y el grupo bongo-baka-bagirmi-balanda.

## Etnias
Los 64 grupos étnicos más importantes de Sudán del Sur son:

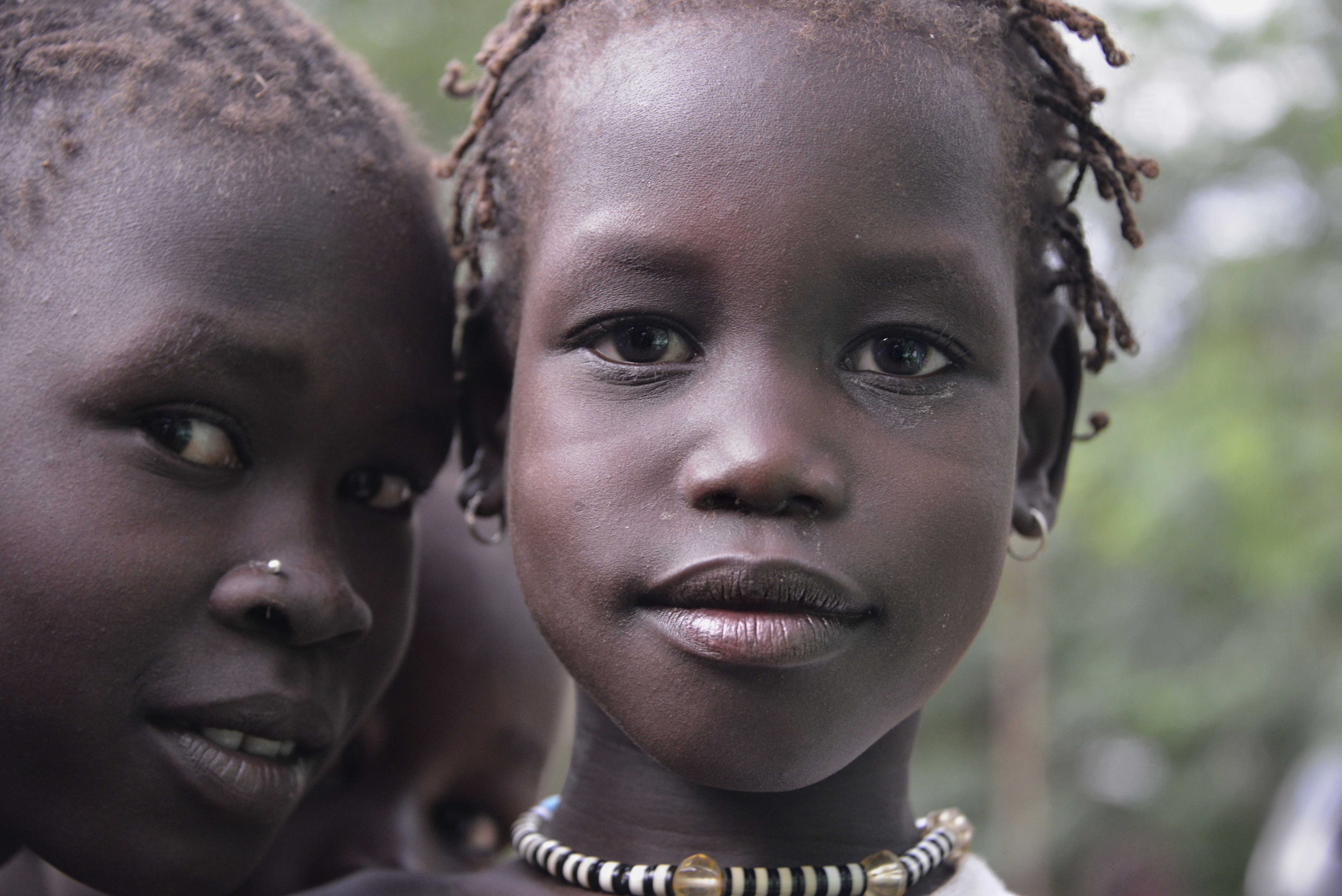
Niños anuak en Dimma, Etiopía.

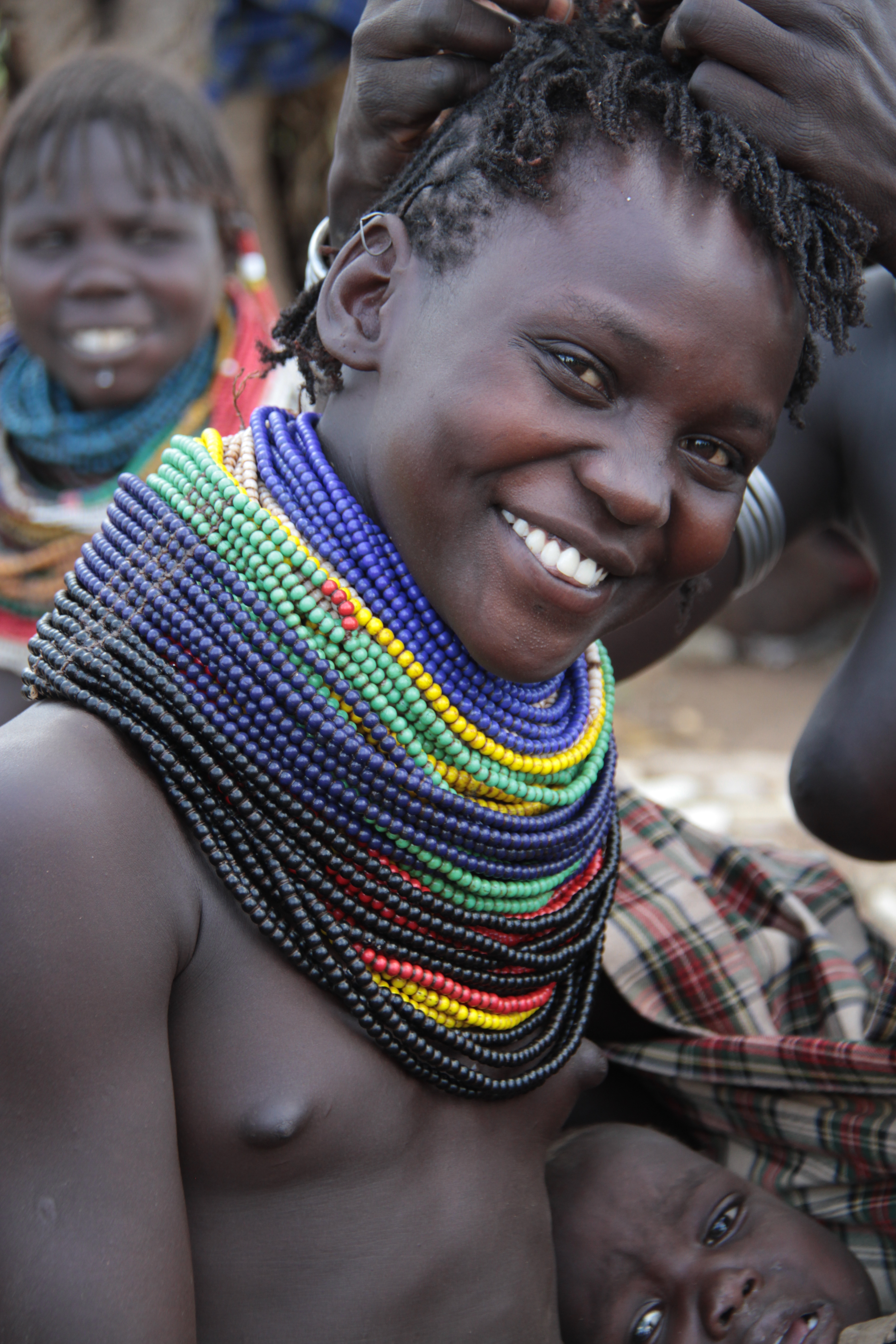
Mujer nyangatom en Etiopía

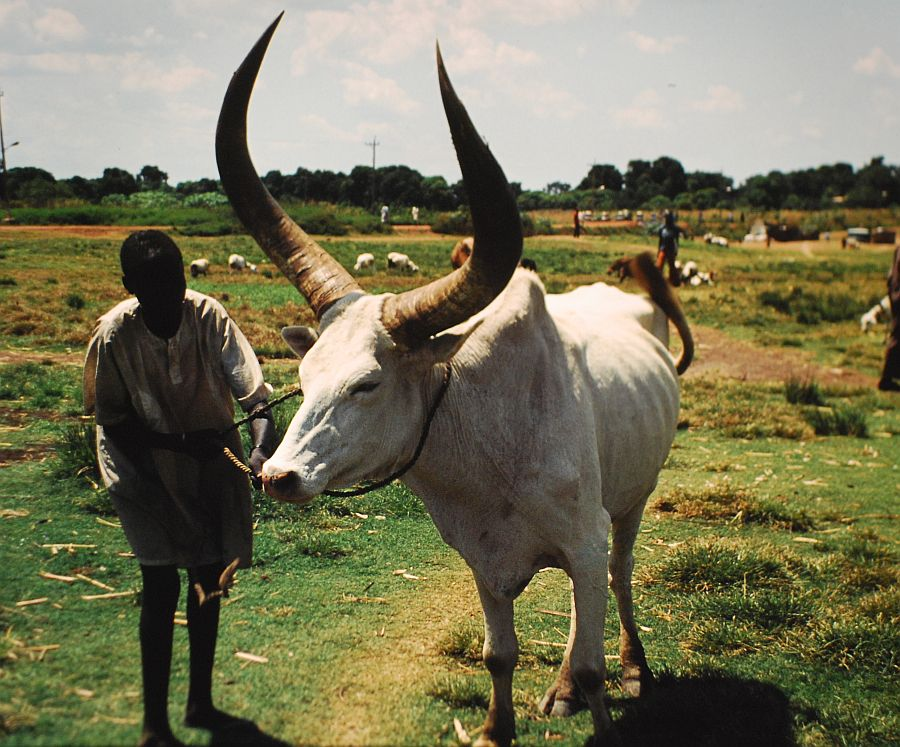
Dinka y su vaca de raza abigar

- Acholi o acoli: son una etnia de 30.000 a 50.000 personas dividida entre el extremo meridional de Sudán del Sur y Uganda. En Sudán del Sur viven en la provincia o condado de Magwi, en el estado de Ecuatoria Oriental, en la vertiente occidental de las montañas Imatong. Ganadería: cabras, ovejas y gallinas, y agricultura de subsistencia: sorgo, mijo, judías, tabaco y patatas. Pertenecen al grupo lingüístico de los luo, una lengua nilótica, de la que se desprende la lengua acholi, compartida por los alur de Uganda y los lango de Sudán del Sur.

- Adio o Makaraka, en singular dio, son unos pocos cientos en el distrito del río Yei, en Ecuatoria Central. No tienen una lengua propia, sino que por cercanía hablan o bien la lengua de los kakwa o la de los mundu. En tiempos formaron parte del ejército del rey Gbudwe, a finales del siglo XIX. Viven en una región infestada de tripanosomiasis africana, lo que provoca la emigración.[5]

- Aja, divididos en dos sectores al noroeste de Sudán del Sur: los que viven al sur del río Sopo, y los que viven en torno a la población de Raga. En la región, de sabana arbolada y poco poblada, caen más de 1.000 mm de lluvia al año concentrada entre mayo y septiembre. Su lengua es un cruce entre las lenguas kresh y las lenguas banda. Tienen una autoridad tradicional y creen en un Ser Supremo.[6]

- Anuak o anyuaa o anyuak, divididos entre el este de Sudán y el oeste de Etiopía, entre el Río Sobat en la confluencia del río Baro y el río Pibor. En la llanura por debajo de las tierras altas etíopes, en la región de Gambela. Tierras ricas con humedales y sabana boscosa con más de 800 mm de lluvia anual. Ganaderos de cabras y gallináceas y agricultores de sorgo, maíz, sésamo, judías y tabaco. En la región hay elefantes y búfalos, y se producen las grandes migraciones de cobos de orejas blancas.[7] Forman parte del grupo nilótico de los luo. Su lengua es parecida a la de los acholi. En 2003 sufrieron una fuerte represión por parte de las tropas etíopes.[8]

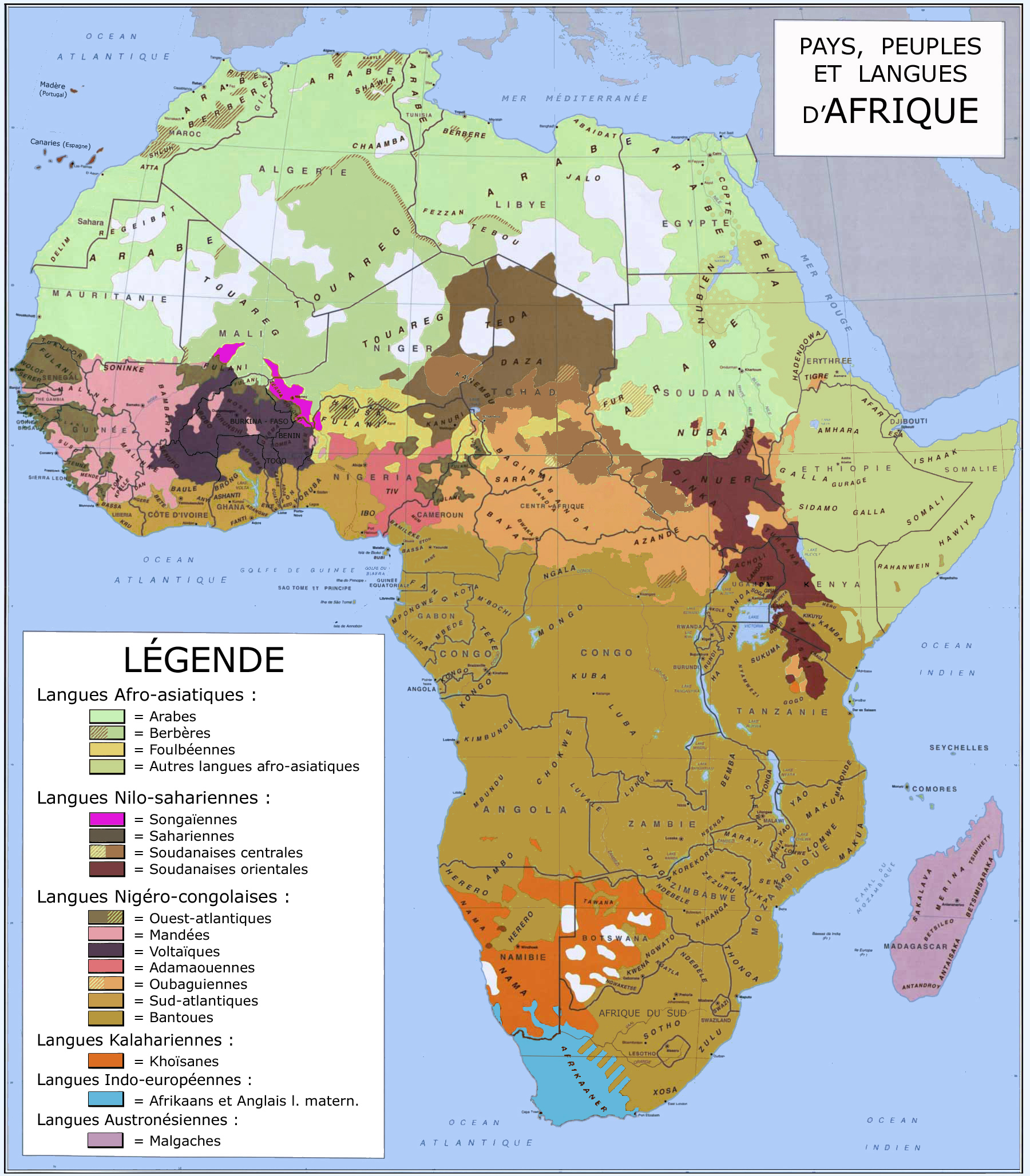
Mapa de los grupos lingüísticos de África

- Atuot. Ellos se denominan reel. Viven en el centro del país, en la zona de los lagos de Bahr el Ghazal, en torno a la localidad de Yirol. Entre 50 y 100.000 personas, divididos en sectores: luac, jilek, akot, jekei y jekueu, con un líder espiritual y tótem propio cada uno. Hablan la lengua reel que los dinka llaman atuot. Pastores principalmente, ocupan aldeas estacionales y practican la transhumancia.

- Avukaya. Viven en los bosques de Ecuatoria Occidental, Son un pueblo de la República Democrática del Congo que debido a las persecuciones se ha trasladado en número de unos 50.000 a Sudán del Sur, en los estados de estado de Maridi y el Río Yei, cerca de la frontera con la República democrática del Congo. Su hábitat es el bosque tropical lluvioso, con una economía de subsistencia, debido a su aislamiento, aunque con algún producto industrial: maíz, yuca, ñam, mangos, cítricos, piñas, aceite de palma, café. Hablan el avokaya, lengua cercana al zandé.

- Azande, tercer pueblo en número de Sudán del Sur, cerca de un millón, también en Zaire y República Centroafricana, parte del gran reino Azande, destruido por belgas, franceses, el Mahdi y el imperio británico. La lengua zande es la más hablada de las lenguas zándicas. Centro sur del país.[9]

- Bai. La lengua bai es hablada por unas 2.500 personas. Viven al norte de Tambura y junto a la carretera Wau-Deim Zubeir, al noroeste de Sudán del Sur.[10]

- Baka, entre 25.000 Y 30.000 personas repartidos entre la República Democrática del Congo y el centro sur de Sudán del Sur.

- Balanda-boor o belanda-boor son unas 50.000 personas. Viven en un pequeño territorio al nordeste de la localidad de Wau, y están divididos en dos subgrupos: loa jo kunam y los jo ugot. Son una sociedad sedentaria agrícola: sorgo, sésamo, maíz, boniatos, zanahorias, etc. Pastorean vacas, cabras y ovejas. Practican la apicultura, la caza y la pesca. Forman parte de los pueblos luo.

- Balanda-viri, también belanda-viri. Hay unos 16.000 hablantes de la lengua belanda-viri, una lengua ubangui, en los estados de Ecuatoria Occidental y Bahr el Ghazal.

- Banda, más de 1.500.000 personas repartidas entre la República Centroafricana sobre todo, Zaire, Camerún y Sudán del Sur, en torno a Raga, procedentes de República Centroafricana y divididos en clanes: dukpu, wundu, junguru, vedere (nvedere), govvoro, buru, wasa, wadda, sopo-norte banda, tangbagu y togbo, con diferentes lenguas y dialectos. Viven en las orillas de la cuenca del Nilo, en una zona de estepa arbolada.

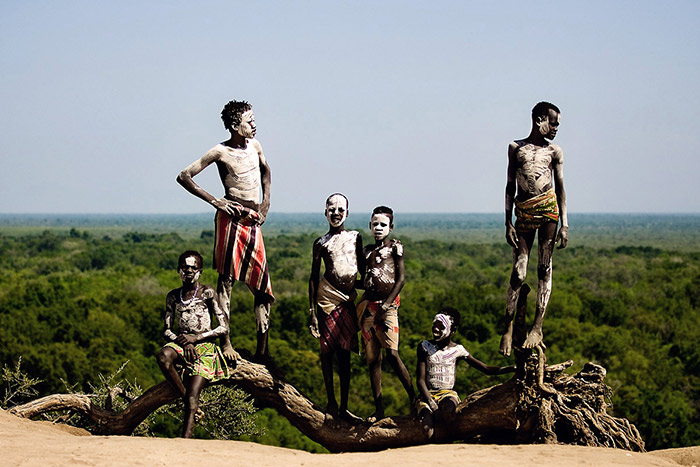
Muchachos de la etnia karo o bari.

- Bari o karo, en torno a 1 millón, aunque su población se ha reducido debido primero a la esclavitud y luego a la guerra civil, que ha provocado una fuerte emigración. Viven en el valle del Nilo, cerca de Juba. Tradicionalmente divididos en los lui, hombres libres, y los dupi, siervos. El bosque tropical donde vivían, convertido en carbón vegetal, se ha convertido en una sabana árida en la que se pastorea y se practican algunos cultivos, con huertas en las islas del río Nilo. Hablan la lengua bari.[11] Al grupo de hablantes de lengua bari pertenecen los propios bari, los mandari o mundari, los pojulu, los kakwa, los myangwara y los nyepo.

- Binga, viven en el noroeste, en torno a Raga y el río Yata, formados por clanes que reciben el nombre de su localidad, los raga, los caala, los moro y los lele. Son pocos, practican una economía de subsistencia, con sorgo, sésamo, judías, y crían aves de corral, cabras y ovejas.[12]

- Bongo. Viven en la zona del noroeste. En torno a diez mil personas que hablan la lengua bongo, en el extremo de la meseta de Ironstone oriental de Bahr el Ghazal. Casi fueron exterminados en el siglo XIX a causa de las persecuciones de los azande y los esclavistas árabes. Practican una agricultura de supervivencia y son diestros en la fundición del hierro, con el que fabrican lanzas, cuchillos y argollas.[13]

- Boya o Larim. Son un grupo étnico de unos 20.000 a 25.000 individuos que viven en el condado de Budi, en el estado de Kapoeta, al sudeste de Sudán del Sur, entre las montañas Didinga, el valle de Kidepo y las montañas Lopit. Hablan el idioma narim, relacionado con el idioma didinga. Su principal ciudad es Kimatong, cerca de la cual se hallan las colinas Boya, salpicadas de grandes rocas de granito bajo las que se asientan las aldeas. Son pastores y también cultivan sorgo y maíz. Beben la sangre y la leche del ganado, son animistas y creen en los espíritus de los antepasados. Las mujeres se hacen escarificaciones en todo el cuerpo.[14]

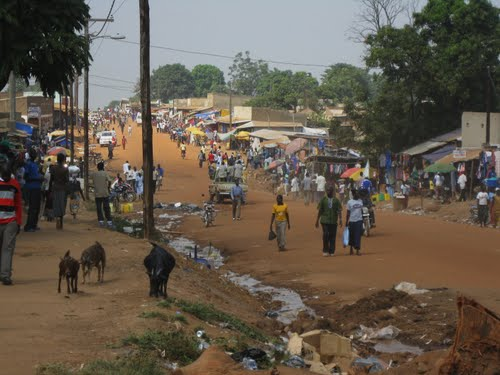
Estado de Río Yei, antiguo condado de (Yei River), de Sudán del Sur, en 2010

- Didinga. Unos 60.000 individuos que viven en las montañas Didinga, al sudeste de Sudán del Sur, en un terreno accidentado que admite el pastoreo y una agricultura de subsistencia: sorgo, maíz, trigo, tabaco. Se agrupan en clanes. Fueron afectados por la guerra y sus enfrentamientos con los dinka, que obligaron a una parte a desplazarse a Kakuma, en Kenia.[15]

- Dinka. Se llaman a sí mismos jieng o muonyjang, nombres relacionados con el Alto Nilo. Son 4,6 millones según un censo de 2011 y se encuentran en Bahr el Ghazal, el Alto Nilo y Kordofán del Sur. Hay unos diez grupos políticos separados y con un territorio bien definido. Viven desde la meseta de Ironstone hasta las llanuras de inundación entre el Nilo Blanco y sus numerosos tributarios en las ricas sabanas del Alto Nilo. Su economía es la caza, la pesca, la agricultura de subsistencia y sobre todo la ganadería. Hablan la lengua dinka y sus dialectos. Junto con los tutsis de Ruanda es uno de los pueblos más altos de África, con una media que supera los 180 cm, aunque ha ido descendiendo debido a la desnutrición y los conflictos desde los años 1950. El jugador de baloncesto Manute Bol, de 231 cm, era dinka. Tienen varias categorías de clanes y son etnocéntricos. Desde la independencia se han enfrentado a la otra etnia mayoritaria de Sudán del Sur, los nuers por los rebaños de vacas. Todos los pastores van armados, el presidente del país, Salva Kiir Mayardit, es dinka. En 2013, dejó sin poder a los nuer y provocó una rebelión que se convirtió en matanza.[16][17] La mayoría son cristianos; la mayor población se encuentra al oeste de su territorio, y solo los dinkas de la zona central, unos 67.000, practican en su mayoría el animismo.[18] Algunos de sus hombres forman parte de lo que se llama cattle keepers, guardianes de ganado, hombres armados que defienden su ganado hasta la muerte, desde la primera vaca que reciben de su padre y cuyo color del pelaje incorporan a su propio nombre, hasta contratarse a sueldo a alguna de las facciones en guerra cuando se enfrentan los dinka y los nuer. Las armas proceden del otro Sudán o de las compañías petroleras a las que interesa mantener los precios de guerra.[19]

- Dongotona. Unos 20.000 individuos, en las vertiente nororiental de las montañas Dongotono, en Ecuatoria Oriental, actualmente estado de Kapoeta. Viven en densos asentamientos rodeados de afloramientos de rocas metamórficas en medio de fértiles llanos donde cultivan sorgo, sésamo, boniatos y cacahuetes, entre otros. Poseen rebaños de vacas, cabras y ovejas. Hablan el idioma dongotono, un dialecto del idioma lotuka o lotuko.

- Feroghe o feroge. Se llaman a sí mismos kaligi. Entre 10.000 y 20.000,[20] en el noroeste, en torno a Raga y Deim Zubeir. Hay siete clanes, nombrados como hijos de Hamad: Kara, Fartak, Osman, Taher, Abuzala, Aliga (Khalifa) y Abbakar. Hablan la lengua kaligi, una lengua ubangui. Organizados de acuerdo a la sunna y la sharia. Viven en una zona boscosa, en valles que drenan los ríos de la República Democrática del Congo. Son agricultores y explotan las minas de cobre.[21]

- Gollo. Varios miles en el noroeste, en torno a Deim Zubeir al norte, las fuentes del río Mbomo al este y la confluencia de los ríos Wara y Kpango, al oeste de Wau. Hay tres clanes: Taga, Yanga y Kpesi. Agricultores y pastores de cabras, ovejas y gallináceas. Muchos han abandonado sus creencias tradicionales para adoptar el islam y el cristianismo.

- Ifoto, como los lotuka, viven en las vertientes occidentales de las montañas Imatong. Son unos pocos miles que combinan profundos valles con tierras suaves. Pastores y agricultores, explotan los bosques y minerales como el oro y el cromo. Hablan un dialecto de la lengua lotuka.

- Imatong. Son un grupo étnico formado por menos de diez mil individuos que vive en la vertiente oriental de las montañas Imatong, en un territorio ondulado con profundos valles y suaves planicies. Practican la agricultura y la ganadería, explotan la madera y el pequeño comercio. Hablan la lengua lotuko, también llamada otuho. Creen en la existencia de un ser supremo con el que pueden comunicarse a través de los espíritus.[22]

- Indri o yanderika. No más de 1.500 individuos en las cercanías de Raga.[23] Dos clanes conocidos: mborokukwa y boro. Principal asentamiento Ngula. La zona es agreste con diversos ríos permanentes; cultivan sorgo, maíz, mijo, cacahuetes, sésamo, etc. Hablan el idioma indri. La mayoría son musulmanes. Fueron subyugados por los feroghe en la década de 1930.[24]

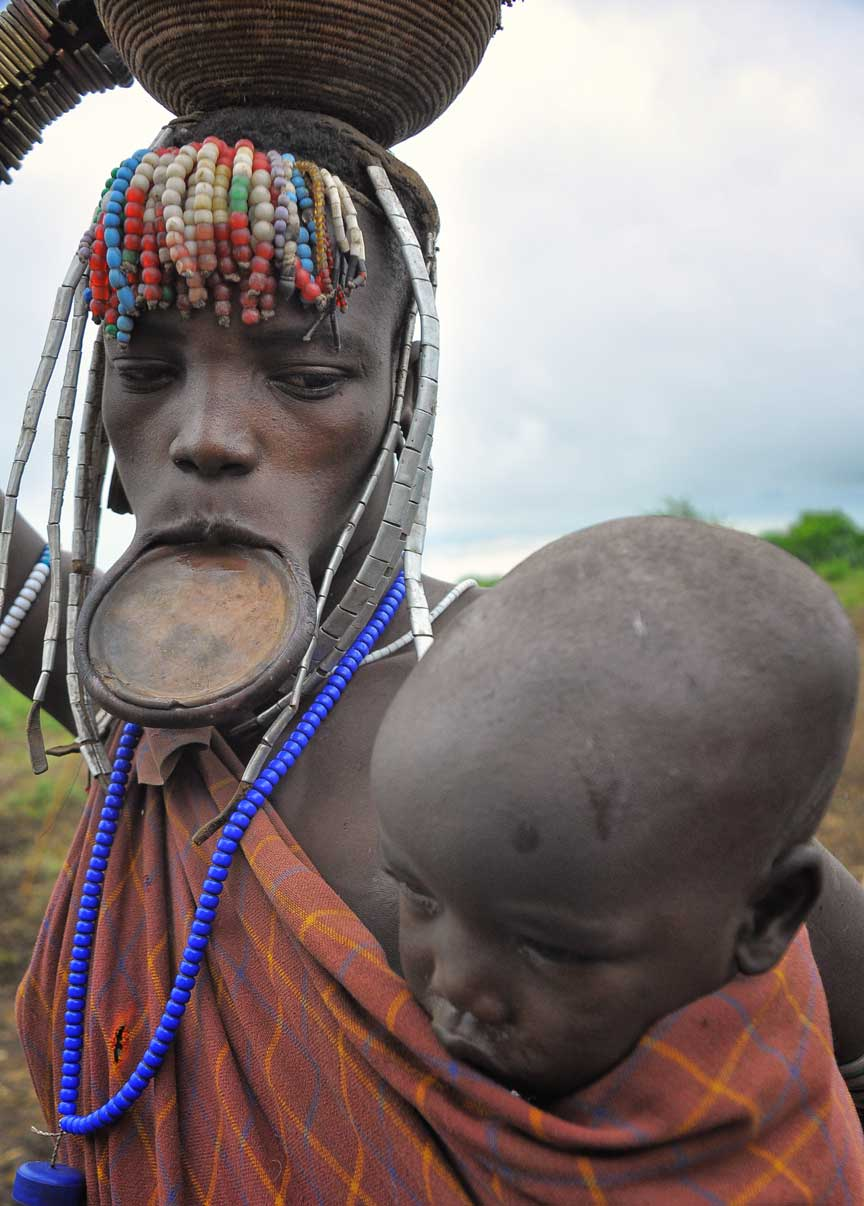
Mujer de la etnia mursi, cercana a los suri o surma. Los suri y los mursi viven al sudoeste de Etiopía y son de los últimos pueblos en utilizar el plato labial, que se empieza a colocar entre los 15 y los 18 años, antes del matrimonio. También lo usan los sara y los lobi de Chad, y los makonde, de Tanzania y Mozambique.

- Jiye. Comunidad agropastoral de unos pocos miles a los pies de la meseta de Boma, en el nordeste, entre las regiones de Ecuatoria y Alto Nilo, en el condado de Pibor. Pastores de vacas, cabras y ovejas, y siembran a modo de subsistencia sorgo y tabaco. Practican la transhumancia en busca de agua. Hablan el idioma toposa, aunque están enfrentados a los toposa por el ganado y la búsqueda de agua.[25]

- Jur beli y jur modo. Los jur se dividen en dos grupos, los beli y los modo; los modo se dividen en dos subgrupos, los wira y los nyamosa. Viven en torno a Rumbek y Yirol. Son unos 135.000 individuos. Agricultores sedentarios que cultivan sorgo, mijo, judías, cacahuetes, sésamo, etc. También pastorean cabras y ovejas y muy pocas vacas. Suelen tener colmenas. Sus riquezas son la madera, la miel y el aceite de karité. Proceden de la República Centroafricana.

- Jurchol, luwo o jo luo, son una rama del pueblo luo que incluye los shilluk, los pari, los anuak, los shatt y los acholi en Sudán del Sur, y otros grupos en las fronteras de Sudán, Uganda, Kenia y Tanzania. Más de 60.000 en los estados de Wau, Tonj y Awei, al noroeste. En algunas fuentes cerca de 200.000.[26] La mayoría son animistas y una tercera parte son cristianos. Su tierra es rocosa, fértil y con árboles dispersos. Son agricultores sedentarios, producen miel, cazan y pescan. También trabajan el hierro, con el que producen lanzas y cuchillos.[27] Hablan el idioma jur o luo, una lengua nilótica occidental.

- Kakwa. Más de 100.000 en Sudán del Sur, aunque suman más de 300.000 si se cuentan los que viven en Uganda y República Democrática del Congo. En el nuevo estado de Río Yei, al sur de Yuba y en los países vecinos. Son agricultores, cultivan maíz, sésamo, mandioca, café y tienen plantaciones de teca. También caza mayor, elefantes, búfalos, jirafas y antílopes. Hablan el idioma kakwa. La mayoría son cristianos, con un tercio de animistas.[28][29] El general Idi Amin, presidente de Uganda de 1971 a 1979, era kakwa. A finales de 2018, ha habido problemas en este estado debido al retorno de miles de refugiados desde Uganda y el Congo por la firma de la paz. Los refugiados se marcharon en 2016 debido a los enfrentamientos entre las Fuerzas Armadas de Sudán del Sur (SPLA) y el SPLA-IO, Movimiento de la Oposición por la Liberación del Pueblo Sudanés.[30]

- Kara. Más de 100.000, en el nuevo estado de Lol, en el condado de Raga, al este de Dar Kouti, en el noroeste de Sudán del Sur. Seminómadas, viven en aldeas de 20 o 30 cabañas en torno a un centro o un cercado donde guardan las vacas y las cabras. Cultiban. maíz, sorgo, calabazas, judías, etc. Beben la sangre y la leche del ganado. Son originarios del este y vivían en el estado de Sennar, en Sudán, cerca de la frontera etíope. Hablan el idioma Tar Gula.

- Kaliko. Viven entre Sudán del Sur, Uganda y la República Democrática del Congo, en la divisoria Congo-Nilo. Hablan el idioma kaliko. Hay unos 13.000 en Sudán del Sur y unos 42.000 en total.[31] Llueve de 8 a 10 meses al año. Son agricultores: sorgo, maíz, sésamo, caña de azúcar, boniatos, tabaco , café y té. Crían vacas, ovejas y cabras, y en los ríos hay oro y metales preciosos.[32] La mayoría son cristianos, pero una buena parte practica el animismo.

- Kuku. De 30.000 a 40.000 al sur del país y en Uganda. Viven en una zona ondulada con lluvias buena parte del año. Agricultores: sorgo, maíz, cacahuetes, etc. También crían ganado. Hablan el idioma kuku, un dialecto del idioma bari. La mayoría son cristianos. Forman parte del grupo de hablantes de lengua bari. Según ACNUR, en julio de 2019 había 150.000 refugiados kuku (bari) en Uganda, que han huido de su país por culpa de la guerra civil.[33]

- Lango. De 30.000 a 45.000 individuos que viven al sur de Sudán del Sur y norte de Uganda. Viven en las montañas Dongotono, al este de las montañas Imatong. Hay unos 13 clanes. Pastores y agricultores que cultivan de forma extensiva boniatos, melones, mijo, judías, bananas y tabaco. Hablan el idioma lotuka.

- Logir. Unos pocos miles al sur de Sudán del Sur y al norte de Uganda, donde llegaron desplazados desde la zona del lago Turkana expulsados de Oromia en Etiopía. Se instalaron en las laderas de las montañas Dongotono, separadas de las montañas Didinga, al este, por el río Kidepo. Su asentamiento más importante es Tseretenya. Comparten territorio con los Madi en Uganda. Cultivan sorgo, mijo, calabazas, cacahuetes en una zona bien regada. También practican la caza. Hablan un dialecto del idioma lotuka. Son animistas. En Sudán del Sur, sus vecinos son los lango, y al otro lado del valle los didinga y los boya. Están divididos en clanes exógamos agnáticos, es decir, que tienen prohibido casarse con miembros de la propia tribu y en el liderazgo tiene preferencia el hermano antes que los hijos. Los clanes están relacionados con animales como el leopardo, el mono, el elefante, el cocodrilo o el antílope jeroglífico.[34]

- Lokoya. Distorsión de akokoya, también owoi. Unos 38.000 en los valles al este de Yuba, cerca de Torit. Praderas, arboledas y matorrales. Son pastores y agricultores. Crían vacas, ovejas y cabras, y cultivan maíz, sésamo, cacahuetes y mijo. Practican algo de caza en época seca. Hablan un dialecto del idioma lotuka. La mayoría son animistas.[35]

- Lopit. Unos 70-80.000 individuos en el distrito de Torit, en las montañas Lopit, al este de la ciudad de Torit, aunque según un censo sudanés hay más de 150.000. Son agricultores tradicionales y pastores en las laderas de las montañas y en el llano.[36]

- Lotuka, también llamados otuho. Unos 235.000[37] en el extremo meridional de Sudán del Sur, al sur de las montañas Lopit y en la frontera con Uganda. Pastores con grandes rebaños de vacas, cabras y ovejas, practican la agricultura de subsistencia con sorgo, sésamo y maíz en las llanuras, y mijo, boniatos y tabaco en las colinas. Hablan el idioma Otuho. Viven en asentamientos como Iliu, Khiyala, Lobira, Torit, Kudo y otros. Sus vecinos con los lopit y pari, al norte; lokoya y lulubo al noroeste, acholi al sur; logir y dongotona, al sudeste, y didinga y boya al este.[38] Se encuentran en el eje de la carretera que va desde Napadal, en la frontera de Kenia, hasta Yuba.[39][40]

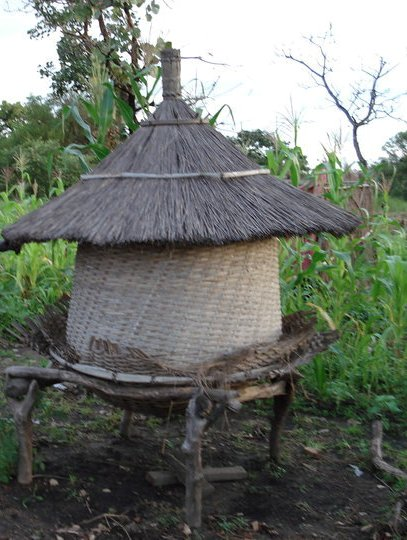
Hórreo tradicional de los pojulu para almacenar las cosechas y protegerlas de insectos y ratas.

- Lugbwara o lugbara. Unos cuantos miles que viven al sur de Sudán del Sur, en el nuevo estado de Río Yei, y en el norte de Uganda y zonas adyacentes de la República Democrática del Congo. Granjeros que crían algo de ganado, vacas en altitud, y en las zonas bajas, cerdos, cabras y gallinas, que en Uganda son gallinas de Guinea. Cultivan mandioca, sorgo y mijo. Cazan, antílopes, búfalos, conejos, etc. Son animistas, sus dioses son Gboro-Gboro y Meme. La corredora Docus Inzikuru, campeona de los 3.000 m en los mundiales de Helsinki de 2005, era lugbara.

- Lulubo, olu'bo, olubogo y también ondoe luloba. Más de 30.000 al sudeste de Juba. El 60% son animistas y el 40% son cristianos.[41] Su territorio es ondulado con bosques (baobab y caoba) intercalados con sabana y matorrales. Practican la ganadería, aunque es complicada debido a la mosca tse tse. Cultivan sorgo, sésamo, boniatos, cacahuetes, mijo, yuca y maíz. Cazan elefantes, búfalos y facoceros. Hay oro, cromo, plomo y zinc en sus tierras. Hablan el idioma olu'bo.[42]

- Maban, maaban, burun o chai, son un pueblo nilótico que vive al nordeste de Sudán del Sur, desde las planicies entre el Nilo y el río Sobat hasta el macizo etíope. El territorio es sabana más o menos húmeda. Agricultura de subsistencia con boniatos, sorgo, maíz, calabazas, sésamo, y algo de ganado para comerciar con los vecinos: shilluk, nuer, anuak y dinka, con los que se relaciona su idioma. Matrilineales y animistas, tiene dos grandes festividades, el sacrificio o fiesta de la bendición en octubre, donde confiesan sus pecados a dios para que se los perdone, y la fiesta de la cosecha, en diciembre, donde se sacrifican animales y los jóvenes en edad madura se preparan para el matrimonio.[43]

- Madi. Viven en el sur, donde el río Nilo entra en Uganda. Hay unos 250.000 en Uganda y unos 150.000 en Sudán del Sur. La mayoría son cristianos, aunque hay unos 45 hacedores de lluvia en su territorio que son piedras de la lluvia. Agricultura de subsistencia en una región atravesada por corrientes de agua, sorgo , maíz, cacahuetes, mandioca, tabaco. Hablan la lengua madi.[44]

- Mananger o jur mananger. Entre 20 y 30.000 individuos en el nuevo estado de Gogrial, al oeste del Nilo, en Bahr el Ghazal. Son una amalgama de tribus que hablan el idioma jur o luo y el idioma shilluk, aunque todos hablan el idioma dinka porque viven entre ellos y con los jurchol o jo luo. Su territorio en una zona pantanosa, inundable, a los pies de la meseta de Ironstone. Son pescadores, pues viven entre ríos, pastores y agricultores, y en su zona hay petróleo.[45]

- Mangayat. Se llaman a sí mismos bugwa o bug. Un millar de hablantes de gbaya o mangayat, el mismo idioma que hablan los kresh de Sudán y los aja y ndogo de Sudán del Sur. Viven entre los ríos Sopo y Kagulu, unos 30 km al este de Raga, al noroeste del país . La mayoría son musulmanes. Viven de la agricultura y el comercio con los vecinos.[46]

- Moro o moru. Una agrupación de clanes llamados Meza (el mayor), Gbariba, Kediro, Agyi, Andri, Lakamadi, Nyamusa, Biti y Wira. Son cerca de cien mil, en algunas fuentes 178.000,[47] en los estados de Maridi y Amadi. El terreno es llano con algunas colinas rocosas. Llueve entre abril y noviembre. Cultivan sorgo, mandioca, maíz, habichuelas, cacahuetes, bananas, etc. Hay madera, como caoba y ébano, y miel, y algo de oro en el río Yei y tributarios.[48]

- Morokodo o moru kodo. Unos 40.000 en Amadi, Mundri y Yeri, al sur del país. Su territorio consiste en llanuras onduladas con emergencias rocosas aisladas de granito, cortadas por profundos valles que se dirigen al río Nilo. El clima tropical tiene suficiente humedad para mantener densos bosques y una próspera agricultura extensiva. Son sedentarios, cultivan sorgo, sésamo, cacahuetes, karité y tabaco, cazan, pescan y producen miel. Crían vacas, cabras, ovejas y aves. Explotan los bosques. Hablan una variante del idioma moru. Sistema agnático hecho de clanes y familias.[49]

- Mandari o mundari, también chir. Entre 70 y 100.000 individuos, flanqueados por los pastores atuot y dinka por un lado, los agricultores moru al oeste y el noroeste y los bor dinka al este y nordeste, con los que se enfrentan por el ganado en la estación seca. Viven al este de Sudán del Sur, divididos en tres grupos, en una sabana arbolada a ambos lados del río Nilo. En la parte occidental, el paisaje se inunda en época de lluvias. Pastores y agricultores. La mayoría son cristianos, y una cuarta parte son animistas.[50]

- Mundu. De 50 a 60.000 individuos en la frontera entre Sudán del Sur y la República Democrática del Congo, en una zona de bosque tropical húmedo, en la divisoria Congo-Nilo. Viven en asentamientos aislados, cultivan mijo, mandioca, boniatos, bananas, aceite de palma, maíz y arroz. La zona es rica en madera, miel y caza menor. Han tenido conflictos con los azande. Hablan una lengua relacionada con el idioma ndogo y el idioma feroghe.[51] La mayoría son animistas y solo un 25% son cristianos.[52]

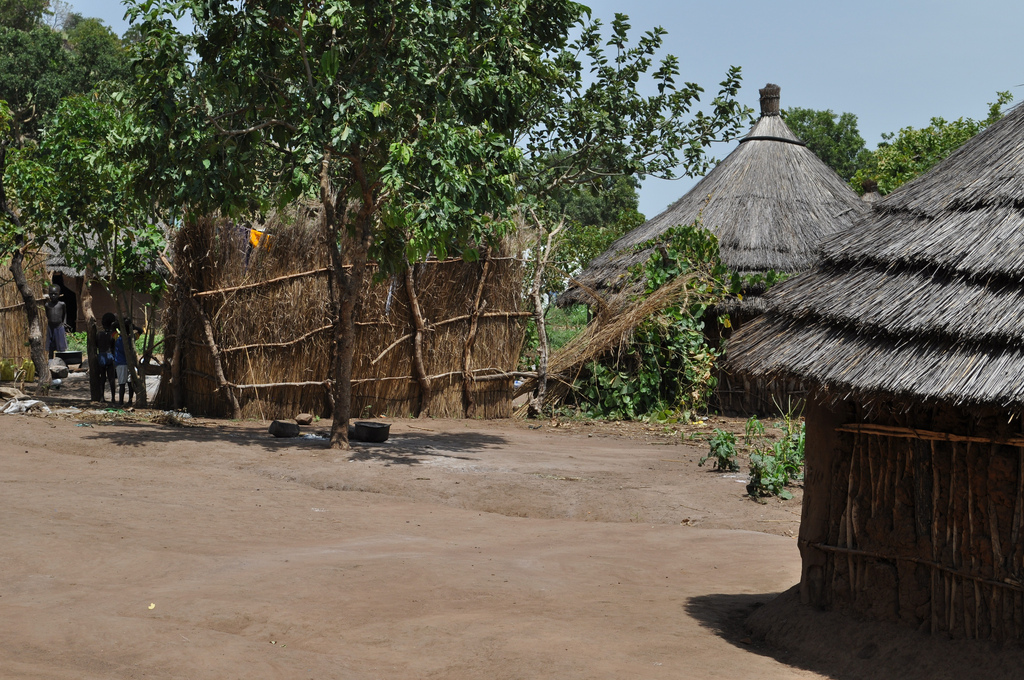
Poblado en la meseta de Boma

- Murle. Más de 300.000 en la cuenca del río Pibor, estados de Junqali, Bieh, Akobo y Boma. Los anuak los llaman ajibo o jebe, y los dinka y los nuer los llaman ber o beir. Hablan el idioma murle, cercano al didinga y al boya, con un considerable vocabulario para los términos del ganado. Cada chico recibe un buey de su padre o su tío cuando se convierte en un adulto. Practican una mezcla de animismo y cristianismo. Los muer de la llanura o lotilla, llena de cursos de agua, son pastores ante todo, pero también agricultores, pescadores y cazadores, y los muer de la montaña o ngalam, que viven en los contrafuertes de la meseta de Boma, son sobre todo agricultores. Cultivan maíz, sorgo, sésamo, tabaco y café.[53]

- Ndogo. Unos 40.000 en los alrededores de Wau, Raga y Deim Zubier, en el noroeste de Sudán del Sur. Sus asentamientos tradicionales son Buvalo, Ngotongo, Abushakka, Dumbe, Yomo, Fei, Bisellio y Mboro. Viven en planicies salpicadas de colinas rocosas separadas entre sí, con ríos permanentes entre los que destacan el Gete, el Pongo o Kpango y el Bussere. En sus tierras crecen grandes árboles que permiten explotar la madera. Agricultura de subsistencia y algo de ganado con propósitos religiosos. Forman clanes agnáticos. Son animistas y cristianos a partes iguales. Hablan el idioma ndogo.

- Ngulgule o Njalgulgule. Conocidos como begi o beko por sus vecinos feroghe, mangaya y togoyo, viven en la confluencia de los ríos Sopo, Rega y Bora, en Bahr el Ghazal, al este de Raga. Colinas onduladas entre los valles de los ríos con bosques y herbazales. Son agricultores aunque crían ovejas, cabras y aves. Hablan el idioma ngulgule. El 80% son musulmanes, aunque muchos animistas compaginan su divinidad Kalge con Alá.[54]

- Nuer, también naath. De los diez millones de habitantes de Sudán del Sur, cuatro son dinkas, dos son nuer y el resto se divide entre la sesentena de etnias restantes. Los nuer se separaron hace tiempo de los dinkas y dominan grandes zonas del Alto Nilo desde el río Zeraf hasta los ríos Baro y Pibor en Etiopía, donde han provocado el desplazamiento de los anuak. Son unos 2 millones divididos en clanes: bentiu, pangak, akobo y nasir, de oeste a este. Muchos viven en las áreas pantanosas del Alto Nilo. Crían ganado, cazan, pescan y cultivan sorgo, maíz y tabaco. La presencia de petróleo en sus tierras y las guerras del ganado generaron la tercera guerra civil de Sudán del Sur con los dinkas.[55] Siendo el presidente del país dinka, Salva Kiir Mayardit, y el vicepresidente nuer, Riek Machar, este fue destituido e inició una rebelión en la ciudad de Bor contra los dinkas, que generó fuertes represalias. El resultado era, en 2015, 50.000 muertos, 1,5 millones de desplazados y medio millón en campos de refugiados.[56] En 2017 ya se hablaba de 2 millones de refugiados, 1,7 millones al borde de la hambruna, niños desnutridos y violaciones en masa.[57] En 2018 se firma la paz con un total de casi 400.000 muertos. La guerra había obligado a cerrar las dos terceras partes de los pozos de petróleo, que representan el 90% de los ingresos del país.[58]

- Nyangatom, también donyiro, conocidos antiguamente como 'comedores de elefantes' y ahora como 'pistolas amarillas'. Viven preferentemente en la esquina sudoeste de Etiopía, en el bajo valle del río Omo, en el sudeste de Sudán del Sur, una extensión del lago Turkana habitada desde la prehistoria. Llueve poco y el lugar es cálido y desértico. Hablan el idioma nyangatom (y el daasanech) unas 15.000 personas, en su mayoría animistas, cultivan sorgo, maíz, soja y tabaco, pero prefieren criar cebúes, y utilizan burros en sus migraciones entre Etiopía y Sudán, pues son seminómadas, ya que solo los agricultores pueden permanecer en el valle bajo del Omo a causa de la mosca tse tse.[59] La ceremonia de iniciación incluye el sacrificio de algún animal, y la madurez se alcanza cuando matan a su primer enemigo, que representará una escarificación en el hombro o en el pecho. Solo entonces podrán llevar un arma.[60] En Etiopía son expulsados de sus tierras para realizar plantaciones de caña de azúcar.[61][62]

- Nyangwara. Entre 20 y 30.000 individuos que viven entre Terekeka y Yuba. Su principal asentamiento es Rokon, a 100 km al oeste de Yuba. Sabana con lluvias entre marzo y noviembre. Son agricultores y cultivan sorgo, mijo, cacahuetes, sésamo, judías y mandioca, suficiente para abastecer la capital del país. Hablan un dialecto del idioma bari, la lengua nilótica del pueblo karo que también hablan los kakwa, los mandari, los kuku, los nyepu y los ligo. Practican el sistema agnático con linajes por clanes. Son animistas, y sus líderes espirituales son los hacedores de lluvia.

- Pari, también jo-pari, gente de Pari, o lafon, por el nombre del antiguo condado, en el estado de Imatong, condado de Torit, sur del país, a los pies de los montes Lipul, en 6 aldeas: Wiatuo, Bura, Puchwa, Pugeri, Kor y Angulumere.. Los anuak los llaman ojwan-boii. Todas las aldeas fueron quemadas durante la segunda guerra civil y marcharon hacia el este siguiendo el río Atondi. hay unos 60.000 hablantes del idioma pari, con una mayoría de animistas.[63] Crían ganado en pequeños rebaños y cultivan la tierra, cazan y pescan. En su tierra viven elefantes, búfalos, antílopes y gacelas. Hablan el idioma pari, una lengua nilótica similar al luo.[64]

- Pojulu o pajulu o pojullo, Casi un millón de personas en los estados del sur de Yubek y Río Yei, extendidos hacia Uganda y República Democrática del Congo. Están divididos en numerosos clanes que cultivan mandioca, sorgo, maíz, sésamo, cacahuetes, etc. Al estar en la zona baja del Nilo la mosca tse tse hace difícil la ganadería. Hablan un dialecto del idioma bari. En esta zona densamente poblada de etnias tienen como vecinos a los nyangara y moru en el norte, a los bari en el este, a los kakwa en el sur y el oeste, y a los mundu y avukaya en el noroeste. Muchos han sido desplazados por la guerra a campos en el Congo, en Yuba o Jartum. La mayoría de los pojulu viven en el condado de Lainya, en el estado de Río Yei, muy afectado por la guerra.[65]

- Sere. Unas 10.000 personas en el noroeste, entre Deim Zubeir y Wau, principalmente en Deim Idris, Deim Arbabi, Kayango y en torno a Mboro, divididos en tres clanes, los bambi, los kulabu y los kumindi. Su territorio está diseccionado por ríos que bajan de la divisoria Congo-Nilo, por tanto, el clima es tropical y muy húmedo. Son agricultores: plantan sorgo, maíz, mandioca, cacahuetes y sésamo. Seri significa hombre. Hablan el idioma sere, que es único en la zona. Son animistas que creen en un ser supremo y en los espíritus de los parientes cercanos que han fallecido. Sus vecinos son los bai, los ndogo, los balanda-bviri y los azande; con estos últimos han estado en guerra diez años.[66]

- Shatt o gurtong Unos 70.000 en el noroeste, con tres tribus principales, los yabulu, en torno a Wau y Raga, los achana, entre Marial Bai y Raga, y los chelkou, entre Aweil y Raga, que siguen el linaje agnático y dan lugar a más de 30 clanes, Viven principalmente en la divisoria Congo-Nilo, muy húmeda y con grandes árboles. Son agricultores, pero también crían ganado. En tiempos, comerciaban con marfil con los comerciantes árabes y con ganado con los dinka.[67]

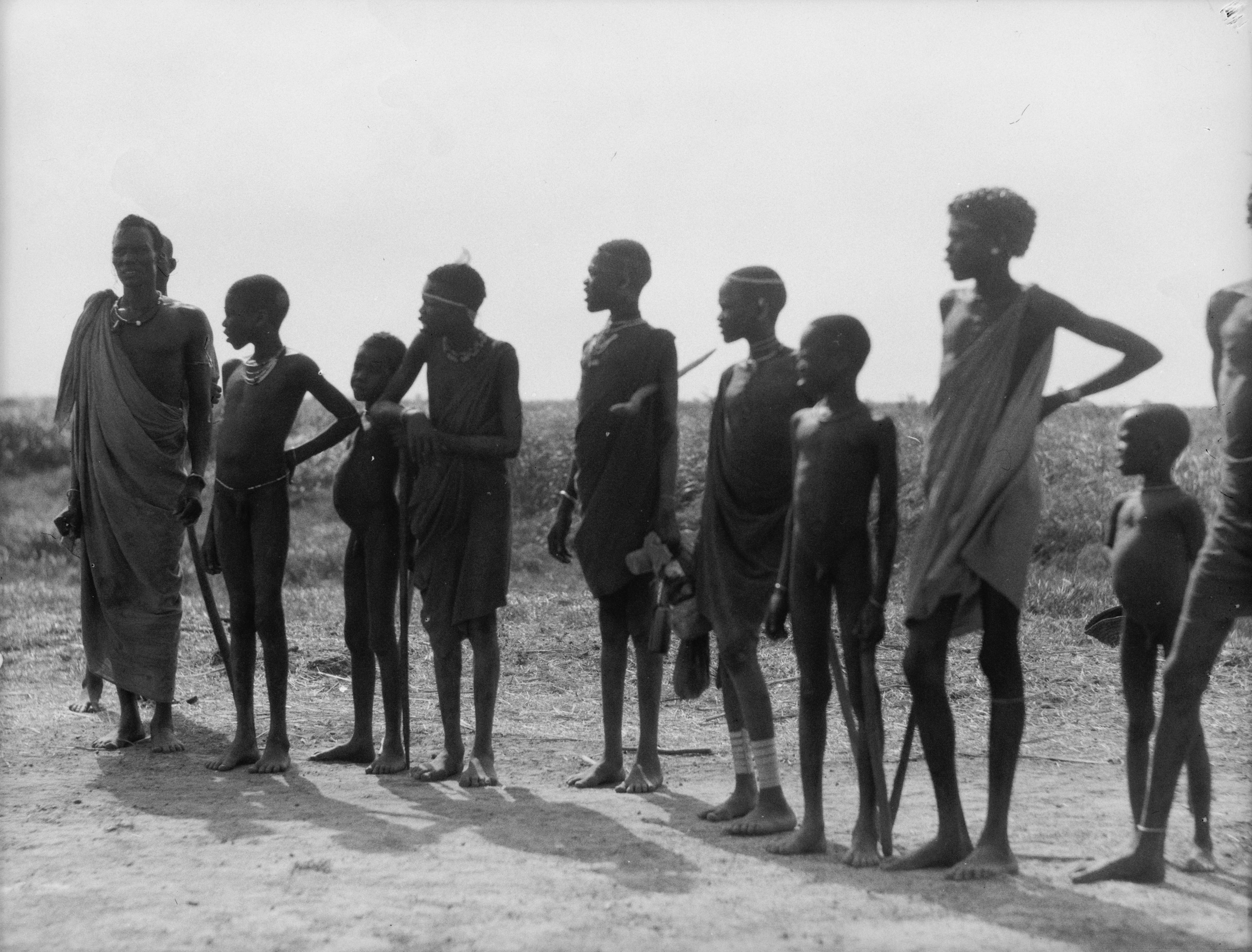
Un grupo de shilluk fotografiados en 1936

- Shilluk, también chollo. Son cerca de 500.000 individuos que viven en la orilla occidental del río Nilo entre el lago No en el sur y Kosti en el norte. Antes vivían cerca de Malakal, donde el río Sobat se une al Nilo. La capital es Pachodo. El territorio, dividido en norte (gar) y sur (iwak) es llano, cubierto por herbáceas y unos pocos árboles y arbustos. Pastorean vacas, cabras y ovejas, y practican una agricultura de subsistencia con sorgo, maíz y sésamo, entre otros. También practican la pesca y producen goma arábiga. Lengua shilluk. Son parte del pueblo luo, pero forman una entidad homogénea por la tierra, la lengua y una autoridad central, aunque están divididos en un centenar de comunidades y clanes. Su reino dejó de ser libre cuando lo ocuparon los turco-egipcios en 1837, y salvo un pequeño periodo entre 1881 y 1898 durante la Mahdiyya, un movimiento que intentó expulsar a los otomanos-egipcios de Sudán en 1881 y creó un estado con este nombre. La mayoría son cristianos. En 2010 sufrieron la violencia del Ejército de Liberación del Pueblo de Sudán.[68]

- Suri o kachipo. Unos 30.000 individuos que viven en el extremo sudeste de la meseta de Boma, entre Sudán del Sur y Etiopía. Su centro administrativo se halla en Koma (Sudán del Sur). El paisaje es montañoso con profundos valles. Los suri son sedentarios y agricultores, cultivan mijo, maíz, calabazas, coles, tabaco y café. Crían cabras y ovejas, cazan y recogen miel. Comercian con pieles de leopardo, colas de jirafa, marfil, rifles y munición, con los jiye y los murle. Antes vivían a orillas del Nilo, donde ahora se hallan los bor dinka. Hablan el idioma suri y son animistas en su mayoría. Forman seis clanes exógamos, dominados por los jufa.[69][70]

- Tenet o tennet. Unos 10.000 hablantes del idioma tennet, al norte de las montañas Lopit y vecinos de los lopitl los pari, los boya y los lotuka. Pastores y agricultores, son animistas y viven en clanes exógamos agnáticos. Forman parte del grupo étnico didinga-boya-murle. Practican la caza en el valle del río Kidepo.[71]

- Tid. Unos pocos miles que forman pequeñas comunidades familiares en el sur de las montañas Didinga, en los montes Natinga, en la frontera con Kenia y Uganda, donde viven aislados. Son vecinos de los didinga, los toposa, los turkana y los dodoth.

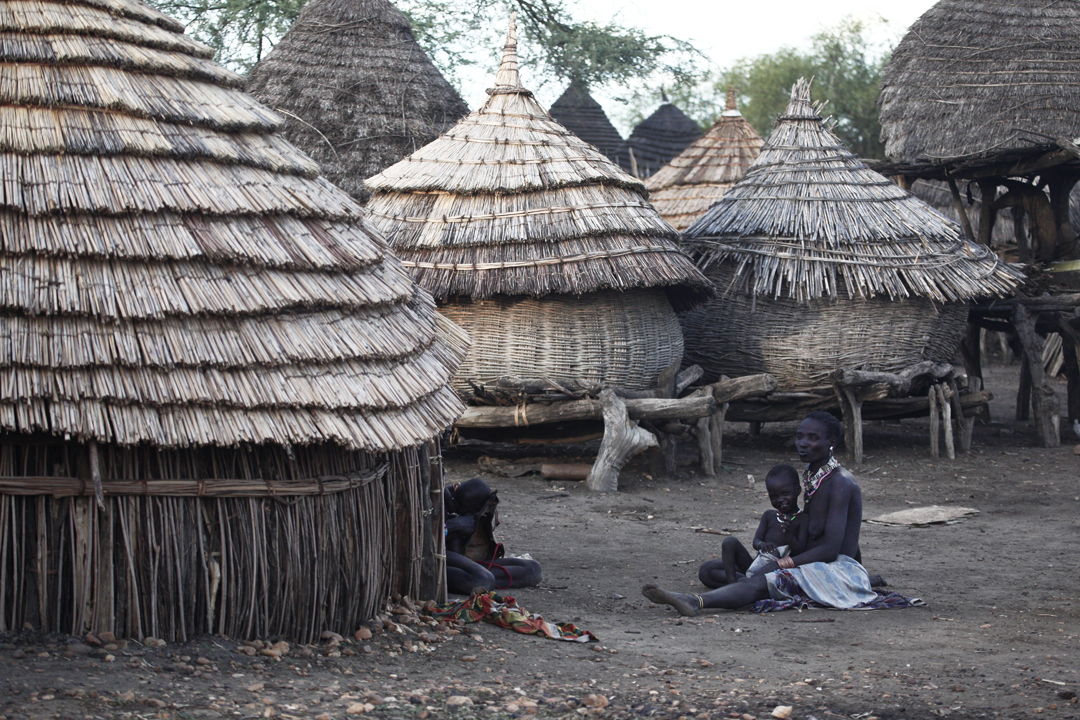
Poblado toposa

- Toposa. Unos 300.000 individuos, la mayoría en el estado de Kapoeta, en el sudeste.[72] Hablan el idioma toposa. Durante la Segunda Guerra Civil se aliaron con las Fuerzas Armadas de Sudán del Sur y todos los pastores fueron provistos de un kalashnikov para aprovechar sus desavenencias con los dinka. La mayoría son cristianos. Pastorean vacas, camellos, burros, cabras y ovejas.[73]

- Uduk. Unos 30.000 individuos que viven al norte del Alto Nilo y al sur del Nilo Azul, divididos en grupos norte y sur. Viven en las llanuras inundables al sur del macizo etíope. Antes eran cazadores y recolectores. Hablan un dialecto del idioma uduk conocido como koman. La mayoría son animistas. Tienen a los nuer como vecinos meridionales. La guerra con Sudán expulsó a muchos a Etiopía y a Jartum.[74]

- Yulu, viven al oeste de Bahr el Ghazal y se extienden hacia la República Centroafricana, en torno a las montañas Yili. Agricultores, cazadores, pescadores y productores de miel. Perseguidos en tiempos por los azande y por el tratante de esclavos Zubeir. Son unos pocos miles, muchos convertidos al islam y con una lengua cercana al árabe.[75]